# Génis-Serizitschiefer
Der Génis-Serizitschiefer ist eine geologische Formation aus dem Ordovizium und Silur des französischen Massif Central. Die Formation bildet einen Teil der Génis-Einheit.

## Etymologie
Der Génis-Serizitschiefer ist nach seiner Typlokalität benannt, der französischen Gemeinde Génis im Nordosten des Départements Dordogne.

## Geographie und Geologie

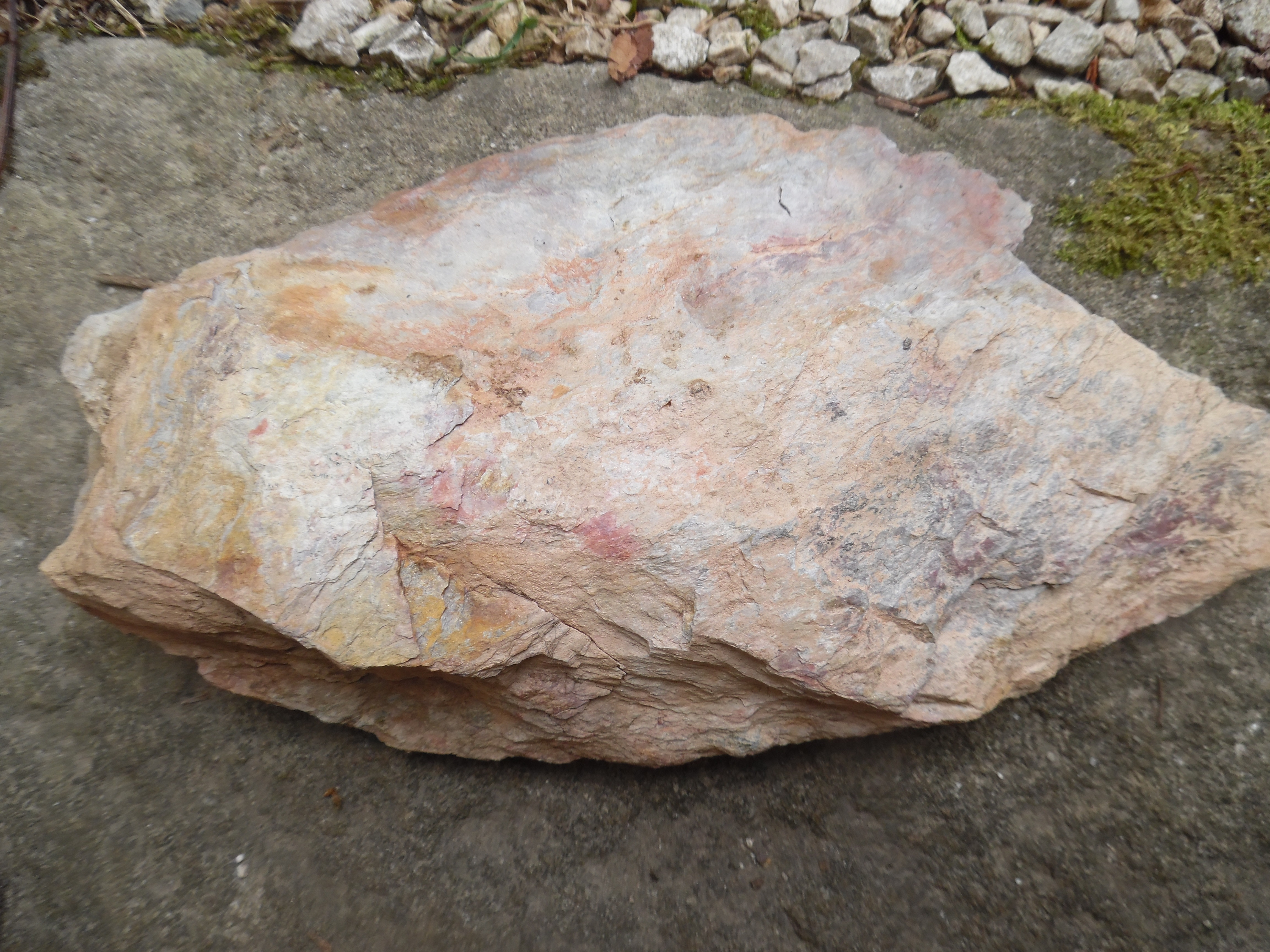
Violettfarbener Serizitschiefer nördlich von Cubas.

Der Génis-Serizitschiefer ist nur in der Génis-Einheit anstehend. Er erscheint hier am Nord- und Südschenkel der Génis-Synklinale sowie in der Cubas-Synklinale. Stratigraphisch überlagert die Formation die Puy-de-Cornut-Arkose und wird ihrerseits vom Génis-Grünschiefer überdeckt. Sie lässt sich in Streichrichtung am Nordschenkel der Génis-Synklinale bei einer Ausstrichsbreite von maximal 2 Kilometer über 12 Kilometer verfolgen. In der Cubas-Synklinale ist sie in einem Dreieck von 5 × 3 Kilometer aufgeschlossen. Die maximale Mächtigkeit der Serizitschiefer beträgt 150 Meter. Die Serizitschiefer tauchen im Südosten unter die permischen Rotsedimente des Briver Beckens ab. Im Südwesten werden sie von Lias überdeckt.

## Petrologie

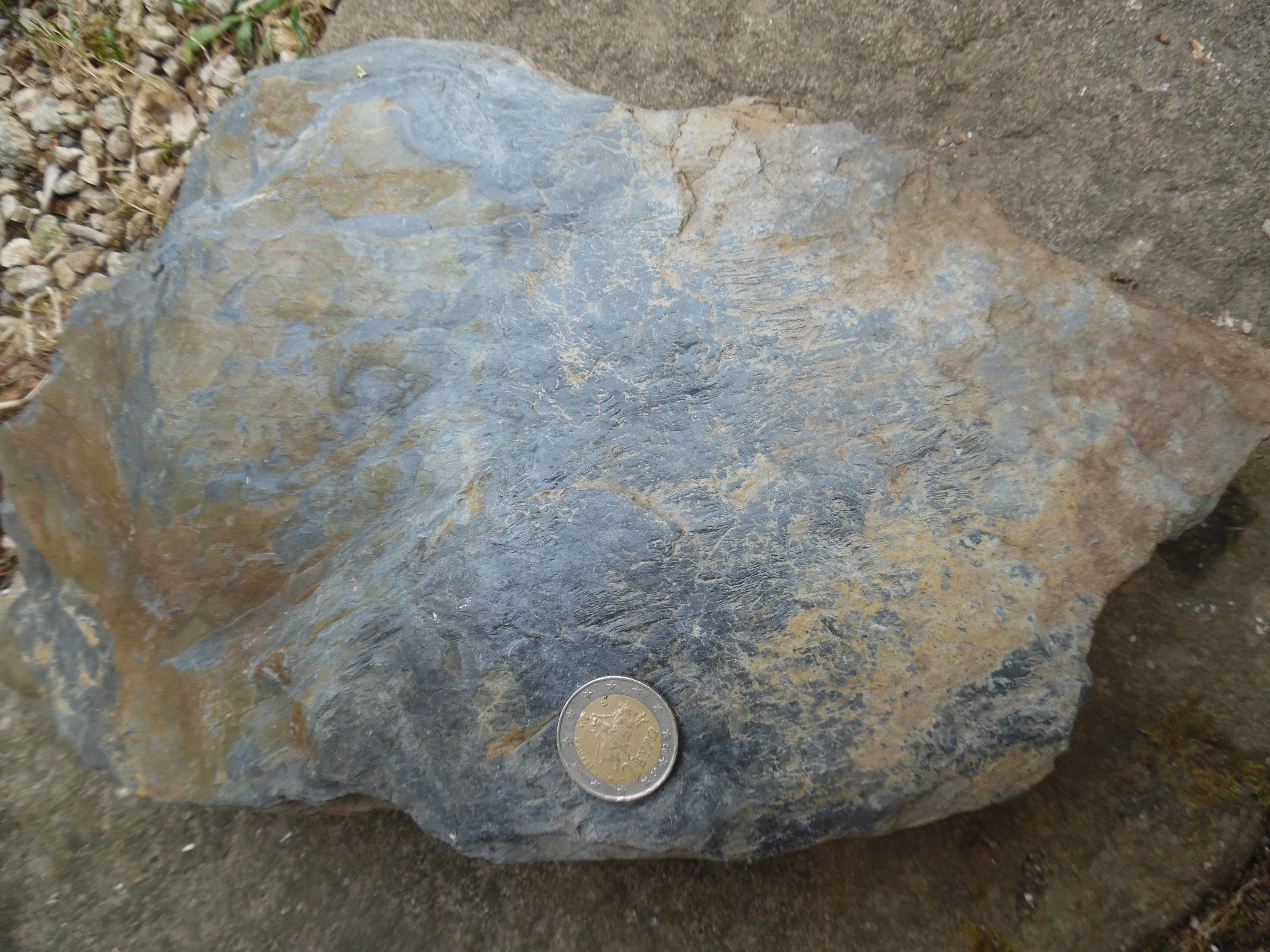
Grauschwarze Fazies.

Der Génis-Serizitschiefer ist ein feinkörniger, matt seidig glänzender Schiefer, dessen Farbgebung von grauschwarz über grün bis hin zu violett variiert. Die Schieferung ist sehr deutlich ausgeprägt und bildet mit der Schichtung meist nur einen sehr spitzen Winkel – weswegen das Gestein dünnplattig und splittrig zerfällt. Die noch erkennbare Schichtung besteht aus einer Wechsellagerung im Millimeter- bis Zentimeterbereich von weißen oder grünlichen Feinsandlagen mit dunkleren, tonreichen Lagen. 
Die tonreichen Lagen enthalten Quarz und als Glimmer großen detritischen Muskovit und diagenetisch gebildeten Chlorit (Prochlorit). Hinzu tritt eine rekristallisierte Tonmineralfraktion bestehend aus einem Gemisch sehr kleiner Kristalle von Chlorit und Serizit.
Die Feinsandlagen bestehen im Wesentlichen aus einem Mosaik kleiner Quarzkristalle, die mit seltenerem Albit sowie Chlorit und Serizit vergesellschaftet sind. 
Die Formation wird eindeutig von den Tonlagen geprägt, welche stellenweise bis zu mehreren Meter an Mächtigkeit anschwellen. Dennoch können aber auch die Feinsandlagen mancherorts mehrere Dezimeter dicke, jedoch diskontinuierliche Bänke bilden.

### Chemische Zusammensetzung
| Oxid Gew. % | Serizitschiefer 1 | Serizitschiefer 2 | Serizitschiefer 3 |
| ----------- | ----------------- | ----------------- | ----------------- |
| SiO2        | 61,80             | 60,50             | 60,20             |
| TiO2        | 0,92              | 1,07              | 0,97              |
| Al2O3       | 19,50             | 19,60             | 20,10             |
| Fe2O3       | 4,75              | 2,65              | 2,85              |
| FeO         | 2,00              | 3,50              | 3,70              |
| MnO         | 0,06              | 0,05              | 0,05              |
| MgO         | 1,40              | 2,45              | 2,05              |
| CaO         | 0,55              | 0,30              | 0,20              |
| Na2O        | 0,70              | 0,85              | 0,85              |
| K2O         | 4,45              | 4,25              | 4,10              |
| P2O5        | 0,12              | 0,21              | 0,14              |
| H2O−        | 0,10              | 0,05              | 0,15              |
| H2O+        | 3,90              | 4,20              | 4,45              |

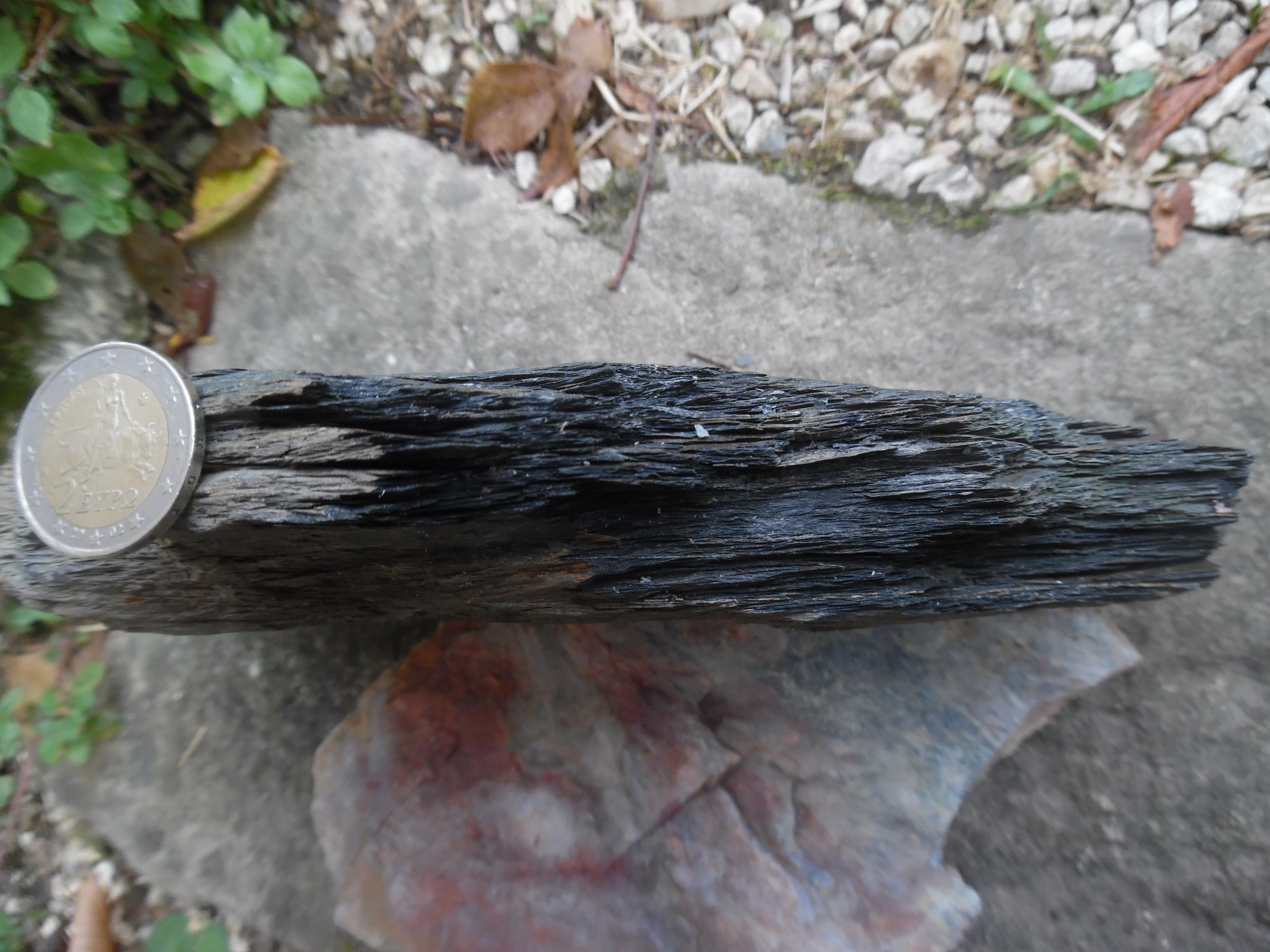
Grauschwarze Fazies – Seitenansicht

Die chemische Zusammensetzung der Serizitschiefer ist recht einheitlich und entspricht typischen Schiefertonen. Ihr Al2O3-Gehalt liegt bei 20 Gewichtsprozent und ist somit ausgesprochen hoch. Relativ hohe Gehalte zeigen auch TiO2 und Gesamteisen. Die Konzentration von Na2O liegt unter 1 Gewichtsprozent und ist damit sehr niedrig. Die Alkalien sind kalibetont. 

## Fossilgehalt
Die Schiefer haben an verschiedenen Fundstellen, beispielsweise am Moulin de Guimalet oder an der Straße zu den Weilern Puybelly (Gemeinde Cherveix-Cubas) und Fontavril (Gemeinde Génis), Mikrofossilien zu Tage gefördert. Zu erwähnen sind planktonische Acritarchen, die trotz ihres schlechten Erhaltungszustandes dennoch die Taxa Veryhachium reductum (Deunff), Veryhachium lairdi-valiente (Cramer) und Priscogalea striatula (Vadr.) zu erkennen geben. Die beiden Veryhachien sind für den Beginn des Ordoviziums charakteristisch, wohingegen Priscogalea generell im Ordovizium anzutreffen ist.
Zirka 500 Meter nördlich vom Moulin du Pont fand sich im Hangenden der Formation eine kristalline Kalklinse, die neben runden Seelilienstengeln eine reichhaltige Conodontenfauna beherbergte. Trotz des schlechten Erhaltungszustandes der zerbrochenen Fossilien konnten folgende Taxa identifiziert werden: Spathognathodus sp., Spathognathodus streinhornensis, Ligonodina sp., Neoprioniodus sp., Trichonodella sp. und das obersilurische Leitfossil Ozarkodina sp..

## Alter
Die Fossilfunde erlauben eine altersmäßige Einordnung des Génis-Serizitschiefers. Die Acritarchen sprechen eindeutig für Ordovizium. Die Conodonten deuten auf Ludlow bis Pridolium (Obersilur), d. h. auf einen Zeitraum von 427 bis 420 Millionen Jahren. Insgesamt ergibt sich somit für die Formation ein Alter von zirka 470 bis 420 Millionen Jahren. 